# 理查德·史東
約翰·理查德·尼可拉斯·史東爵士（英語：Sir John Richard Nicholas Stone，1913年8月30日—1991年12月6日），生於英格蘭倫敦，著名經濟學家，為1984年諾貝爾經濟學獎得主。他在國民收入收入支出模式上貢獻良多。

## 生平
理查德·史東就讀於剑桥大学，主修法律。大學期間，受到约翰·梅纳德·凯恩斯與理查德·卡恩的指導，逐漸轉向經濟學，1935年取得經濟學學位。
第二次世界大戰期間，與詹姆斯·米德合作，為英國政府進行財政收支統計與規劃工作。